# Augustine Birrell
Augustine Birrell (ur. 19 stycznia 1850 w Wavertree niedaleko Liverpoolu, zm. 20 listopada 1933 w Londynie) – brytyjski prawnik, polityk i pisarz, członek Partii Liberalnej, Główny sekretarz Irlandii w rządach Henry’ego Campbella-Bannermana i Herberta Henry’ego Asquitha.

## Życiorys
Wykształcenie odebrał w Amersham Hall School oraz w Trinity Hall na Uniwersytecie Cambridge. Następnie pracował jako prawnik i w 1893 r. został Radcą Królowej. W latach 1896–1899 był profesorem prawa porównawczego w University College w Londynie. W 1878 r. poślubił Margaret Mirrielees, która zmarła rok po ślubie. Po raz drugi ożenił się w 1888 r. z Eleanor Tennyson, córką poety Fredericka Lockera-Lampsona i wdową po Lionelu Tennysonie, synu Alfreda Tennysona. Augustine i Eleanor miel razem dwóch synów, z których jeden, Frankie, był dziennikarzem i krytykiem związanym z Bloomsbury Group.
Augustine Birrell również próbował swoich sił jako pisarz. W 1884 r. Wydał tom esejów Obiter Dicta. W 1887 r. wydał drugą serię Obiter Dicta, a w 1892 r. Res Judicatae. Birrell pisał również o sprawach związanych z prawem autorskim i prawem powierniczym. Styl pisarski Birrella, wraz z jego charakterystycznym poczuciem humoru, zyskał miano birrellingu.
Birrell został wybrany do Izby Gmin z okręgu West Fife w wyborach uzupełniających w 1889 r. Okręg ten reprezentował do 1900 r. Wtedy wystartował w wyborach w okręgu Manchester North East, ale wybory te przegrał. Do parlamentu powrócił w 1906 r. jako reprezentant okręgu Bristol North. W liberalnym gabinecie Henry’ego Campbella-Bannermana był przewodniczącym Rady Edukacji. W styczniu 1907 r. otrzymał stanowisko Głównego Sekretarza Irlandii.
Już 7 maja 1907 r. Birrell przedstawił Izbie Gmin Irish Council Bill, która przyznawała lokalnym władzom irlandzkim pewien zakres samorządności pod nadzorem władz centralnych. Projekt ustawy spotkał się z ciepłym przyjęciem ze strony liderów irlandzkich nacjonalistów, Johna Redmonda i Johna Dillona. Nie zyskał jednak poparcia unionistów oraz radykalnych nacjonalistów, którzy domagali się autonomii dla Irlandii. Na konwencji Zjednoczonej Ligi Irlandzkiej opór wobec ustawy był tak silny, że zdanie w tej sprawie zmienił również Redmond. W tej sytuacji prace nad ustawą zostały wstrzymane. Birrell odniósł lepsze rezultaty z dwoma kolejnymi projektami ustaw. W 1908 r. doprowadził do przyjęcia Irish Universities Act, który likwidował Królewski Uniwersytet Irlandii oraz tworzył Narodowy Uniwersytet w Dublinie i Uniwersytet Królowej w Belfaście. W 1909 r. uchwalono z kolei Irish Land Act.
Po uchwaleniu przez Partię Liberalną, przy poparciu irlandzkich nacjonalistów, Parliament Act w 1911 r., premier Asquith przedstawił 16 kwietnia 1912 r. projekt trzeciego Irish Home Rule Act, który zakładał przyznanie Irlandii autonomii. Projekt został skrytykowany przez unionistów. Na propozycję Davida Lloyda George’a, aby 6 z 9 hrabstw Ulsteru zostało wyłączonych z obowiązku stosowania ustawy na okres 5-6 lat, Birrell odpowiedział groźbą rezygnacji ze stanowiska. Propozycje Lloyda George’a zostały odrzucone zarówno przez unionistów jak i nacjonalistów. Mimo sporów prace nad ustawą trwały. Ustawa została ostatecznie przyjęta przez Izbę Gmin 25 maja 1914 r., jednak z powodu wybuchu I wojny światowej rozwiązanie kwestii irlandzkiej odłożono do czasu zakończenia wojny.
Birrell mawiał, że Irlandczycy lubią porządek, ale nie lubią karania za jego naruszanie. Wobec narastającej działalności radykalnych nacjonalistów w grudniu 1914 r. Birrell przywrócił zakaz importu broni, nakazał zamknięcie proniemieckich gazet oraz aresztowanie niektórych aktywistów. Tego rodzaju działania nie wystarczyły jednak aby zapobiec wybuchowi powstania wielkanocnego w 1916 r. Po powstaniu został zdymisjonowany. Królewska Komisja pod przewodnictwem lorda Hardinge’a krytycznie wyraziła się o jego działaniach w Irlandii przed wybuchem powstania. W szczególności skrytykowano niepodjęcie akcji przeciwko irlandzkim nacjonalistom.
W 1918 r. Birrell przegrał wybory parlamentarne. Powrócił do literatury pisząc kolejny tom esejów More Obiter Dicta, wydanych w 1920 r. Napisał również biografię swojego teścia, Fredericka Lockera-Lampsona. Zmarł w 1933 r. Po jego śmierci opublikowano jego autobiografię, Things Past Redress.